# Neurotic Outsiders
Neurotic Outsiders est un supergroupe créé en 1995 par Steve Jones (des Sex Pistols), Matt Sorum et Duff McKagan (de Guns N' Roses), et John Taylor (de Duran Duran).
Issue d'un bœuf au Viper Room à Los Angeles, cette formation a enregistré un album en 1996 (Neurotic Outsiders, Maverick Records) et fit une brève tournée en Europe et en Amérique du Nord. Elle se reforma brièvement en avril 1999 le temps de trois concerts donnés au Viper Room.

## Membres de la formation
- Duff McKagan (Guitare)
- Matt Sorum (Batterie)
- John Taylor (Basse)
- Steve Jones (Guitare)

## Sources
- (en) Cet article est partiellement ou en totalité issu de l’article de Wikipédia en anglais intitulé « Neurotic Outsiders » (voir la liste des auteurs).